# 續資治通鑑
《续资治通鑑》二百二十卷，清毕沅撰。《续资治通鑑》上起宋太祖建隆元年（960年），下迄元顺帝至正二十七年（1367年），共四百一十一年，成書二二〇卷，展示了宋、辽、金、元四朝兴衰治乱的历史，其中北宋部分较為精確（一百八十二卷），元代部分较為简略（三十八卷）。

## 編纂過程
畢沅以宋、辽、金、元四朝正史为经，以徐乾學《资治通鑑后编》为基础，参以李燾《續資治通鑑長編》、李心傳《建炎以來繫年要錄》、葉隆禮《契丹国志》及各家说部、文集约百数十种，歷時二十年撰寫《续资治通鑑》。
《续资治通鑑》在畢沅生前僅初刻一〇三卷，後因畢家涉貪污遭籍沒而止，書稿散佚，桐鄉馮集梧買得全稿補刻成二二〇卷。《續資治通鑑》跟《資治通鑑》撰寫風格差異極大，《續通鑑》大量引用舊史原文，敘事詳而不蕪；雖有取捨剪裁，但無類似溫公的改寫熔煉，亦無“畢沅曰”等史論，梁啟超說“读一二次便不愿再读了”。
《續資治通鑑》作者雖掛名畢沅，然名家錢大昕、邵晉涵、章學誠、洪亮吉、黃仲則等均參預其事，此書實成於眾人之手，加之编书时断时续，難免脱讹衍倒，参差牴牾。
张之洞《书目答问》在畢沅書下注：“朱元明人续《通鉴》甚多，有此皆可废。”梁启超雖讀來乏味，仍稱：“盖自此书出而诸家《续鉴》可废矣！”

## 目錄
- 卷001 宋紀一 庚申(960)一年　太祖建隆元年
- 卷002 宋紀二 起辛酉(961)盡壬戌(962)凡二年　太祖建隆二年至三年
- 卷003 宋紀三 起癸亥(963)盡甲子(964)三月凡一年有奇　太祖乾德元年至二年
- 卷004 宋紀四 起甲子(964)四月盡丙寅(966)凡二年有奇　太祖乾德二年至四年
- 卷005 宋紀五 起丁卯(967)盡己巳(969)六月凡二年有奇　太祖乾德五年　開寶元年至二年
- 卷006 宋紀六 起己巳(969)七月盡辛未(971)九月凡二年有奇　太祖開寶二年至四年
- 卷007 宋紀七 起辛未(971)十月盡甲戌(974)八月凡二年有奇　太祖開寶四年至七年
- 卷008 宋紀八 起甲戌(974)九月盡丙子(976)十一月凡二年有奇　太祖開寶七年至八年　太宗太平興國元年
- 卷009 宋紀九 起丙子(976)十二月盡己卯(979)二月凡二年有奇　太宗太平興國元年至四年
- 卷010 宋紀十 起己卯(979)三月盡辛巳(981)九月凡二年有奇　太宗太平興國四年至六年
- 卷011 宋紀十一 起辛巳(981)十月盡癸未(983)九月凡二年　太宗太平興國六年至八年
- 卷012 宋紀十二 起癸未(983)十月盡乙酉(985)凡二年有奇　太宗太平興國八年　雍熙元年至二年
- 卷013 宋紀十三 起丙戌(986)盡丁亥(987)凡二年　太宗雍熙三年至四年
- 卷014 宋紀十四 起戊子(988)盡己丑(989)三月凡一年有奇　太宗端拱元年至二年
- 卷015 宋紀十五 起己丑(989)四月盡辛卯(991)八月凡二年有奇　太宗端拱二年　淳化元年至二年
- 卷016 宋紀十六 起辛卯(991)九月盡癸巳(993)九月凡二年有奇　太宗淳化二年至四年
- 卷017 宋紀十七 起癸巳(993)十月盡甲午(994)六月不足一年　太宗淳化四年至五年
- 卷018 宋紀十八 起甲午(994)七月盡丙申(996)六月凡二年　太宗淳化五年　至道元年至二年
- 卷019 宋紀十九 起丙申(996)七月盡丁酉(997)凡一年有奇　太宗至道元二年至三年
- 卷020 宋紀二十 起戊戌(998)盡己亥(999)五月凡一年有奇　真宗咸平元年至二年
- 卷021 宋紀二十一 起己亥(999)六月盡庚子(1000)三月凡一年有奇　真宗咸平二年至三年
- 卷022 宋紀二十二 起庚子(1000)四月盡辛丑(1001)凡一年有奇　真宗咸平三年至四年
- 卷023 宋紀二十三 起壬寅(1002)盡癸卯(1003)六月凡一年有奇　真宗咸平五年至六年
- 卷024 宋紀二十四 起癸卯(1003)七月盡甲辰(1004)十月凡一年有奇　真宗咸平六年　景德元年
- 卷025 宋紀二十五 起甲辰(1004)十一月盡乙巳(1005)凡一年有奇　真宗景德元年至二年
- 卷026 宋紀二十六 起丙午(1006)盡丁未(1007)八月凡一年有奇　真宗景德三年至四年
- 卷027 宋紀二十七 起丁未(1007)九月盡戊申(1008)凡一年有奇　真宗景德四年　大中祥符元年
- 卷028 宋紀二十八 起己酉(1009)盡庚戌(1010)四月凡一年有奇　真宗大中祥符二年至三年
- 卷029 宋紀二十九 起庚戌(1010)五月盡辛亥(1011)凡一年有奇　真宗大中祥符三年至四年
- 卷030 宋紀三十 起壬子(1012)盡癸丑(1013)六月凡一年有奇　真宗大中祥符五年至六年
- 卷031 宋紀三十一 起癸丑(1013)盡七月甲寅(1014)凡一年有奇　真宗大中祥符六年至七年
- 卷032 宋紀三十二 起乙卯(1015)盡丙辰(1016)六月凡一年有奇　真宗大中祥符八年至九年
- 卷033 宋紀三十三 起丙辰(1016)七月盡丁巳(1017)凡一年有奇　真宗大中祥符九年　天禧元年
- 卷034 宋紀三十四 起戊午(1018)盡庚申(1020)七月凡二年有奇　真宗天禧二年至四年
- 卷035 宋紀三十五 起庚申(1020)八月盡壬戌(1022)凡二年有奇　真宗天禧四年至五年　乾興元年
- 卷036 宋紀三十六 起癸亥(1023)盡丙寅(1026)三月凡三年有奇　仁宗天聖元年至四年
- 卷037 宋紀三十七 起丙寅(1026)四月盡己巳(1029)七月凡三年有奇　仁宗天聖四年至七年
- 卷038 宋紀三十八 起己巳(1029)八月盡壬申(1032)凡三年有奇　仁宗天聖七年至九年　明道元年
- 卷039 宋紀三十九 起癸酉(1033)盡甲戌(1034)凡二年　仁宗明道二年　景祐元年
- 卷040 宋紀四十 起乙亥(1035)盡丁丑(1037)七月凡二年有奇　仁宗景祐二年至四年
- 卷041 宋紀四十一 起丁丑(1037)八月盡己卯(1039)八月凡二年有奇　仁宗景祐四年　寶元元年至二年
- 卷042 宋紀四十二 起己卯(1039)九月盡庚辰(1040)凡一年有奇　仁宗寶元二年　康定元年
- 卷043 宋紀四十三 辛巳(1041)一年　仁宗慶曆元年
- 卷044 宋紀四十四 起壬午(1042)正月盡九月不足一年　仁宗慶曆二年
- 卷045 宋紀四十五 起壬午(1042)十月盡癸未(1043)八月不足一年　仁宗慶曆二年至三年
- 卷046 宋紀四十六 起癸未(1043)九月盡甲申(1044)七月不足一年　仁宗慶曆三年至四年
- 卷047 宋紀四十七 起甲申(1044)八月盡乙酉(1045)九月凡一年有奇　仁宗慶曆四年至五年
- 卷048 宋紀四十八 起乙酉(1045)十月盡丁亥(1047)三月凡一年有奇　仁宗慶曆五年至七年
- 卷049 宋紀四十九 起丁亥(1047)四月盡戊子(1048)三月凡一年　仁宗慶曆七年至八年
- 卷050 宋紀五十 起戊子(1048)四月盡己丑(1049)凡一年有奇　仁宗慶曆八年　皇祐元年
- 卷051 宋紀五十一 起庚寅(1050)盡辛卯(1051)五月凡一年有奇　仁宗皇祐二年至三年
- 卷052 宋紀五十二 起辛卯(1051)六月盡壬辰(1052)八月凡一年有奇　仁宗皇祐三年至四年
- 卷053 宋紀五十三 起壬辰(1052)九月盡癸巳(1053)七月不足一年　仁宗皇祐四年至五年
- 卷054 宋紀五十四 起癸巳(1053)八月盡甲午(1054)十月凡一年有奇　仁宗皇祐五年　至和元年
- 卷055 宋紀五十五 起甲午(1054)十一月盡乙未(1055)凡一年有奇　仁宗至和元年至二年
- 卷056 宋紀五十六 起丙申(1056)盡丁酉(1057)七月凡一年有奇　仁宗嘉祐元年至二年
- 卷057 宋紀五十七 起丁酉(1057)八月盡己亥(1059)三月凡一年有奇　仁宗嘉祐二年至四年
- 卷058 宋紀五十八 起己亥(1059)四月盡庚子(1060)五月凡一年有奇　仁宗嘉祐四年至五年
- 卷059 宋紀五十九 起庚子(1060)六月盡辛丑(1061)八月凡一年有奇　仁宗嘉祐五年至六年
- 卷060 宋紀六十 起辛丑(1061)九月盡壬寅(1062)凡一年有奇　仁宗嘉祐六年至七年
- 卷061 宋紀六十一 癸卯(1063)一年　仁宗嘉祐八年
- 卷062 宋紀六十二 甲辰(1064)一年　英宗治平元年
- 卷063 宋紀六十三 乙巳(1065)一年　英宗治平二年
- 卷064 宋紀六十四 丙午(1066)一年　英宗治平三年
- 卷065 宋紀六十五 丁未(1067)一年　英宗治平四年
- 卷066 宋紀六十六 起戊申(1068)盡己酉(1069)六月凡一年有奇　神宗熙寧元年至二年
- 卷067 宋紀六十七 起己酉(1069)七月盡庚戌(1070)六月凡一年有奇　神宗熙寧二年至三年
- 卷068 宋紀六十八 起庚戌(1070)七月盡辛亥(1071)凡一年有奇　神宗熙寧三年至四年
- 卷069 宋紀六十九 起壬子(1072)盡癸丑(1073)凡二年　神宗熙寧五年至六年
- 卷070 宋紀七十 甲寅(1074)一年　神宗熙寧七年
- 卷071 宋紀七十一 起乙卯(1075)盡丙辰(1076)凡二年　神宗熙寧八年至九年
- 卷072 宋紀七十二 丁巳(1077)一年　神宗熙寧十年
- 卷073 宋紀七十三 戊午(1078)一年　神宗元豐元年
- 卷074 宋紀七十四 己未(1079)一年　神宗元豐二年
- 卷075 宋紀七十五 庚申(1080)一年　神宗元豐三年
- 卷076 宋紀七十六 辛酉(1081)一年　神宗元豐四年
- 卷077 宋紀七十七 起壬戌(1082)盡甲子(1084)六月凡二年有奇　神宗元豐五年至七年
- 卷078 宋紀七十八 起甲子(1084)七月盡乙丑(1085)凡一年有奇　神宗元豐七年至八年
- 卷079 宋紀七十九 起丙寅(1086)正月盡六月不足一年　哲宗元祐元年
- 卷080 宋紀八十 起丙寅(1086)七月盡戊辰(1088)六月凡二年　哲宗元祐元年至三年
- 卷081 宋紀八十一 起戊辰(1088)七月盡庚午(1090)凡二年有奇　哲宗元祐三年至五年
- 卷082 宋紀八十二 起辛未(1091)盡癸酉(1093)七月凡二年有奇　哲宗元祐六年至八年
- 卷083 宋紀八十三 起癸酉(1093)八月盡甲戌(1094)七月凡一年　哲宗元祐八年　紹聖元年
- 卷084 宋紀八十四 起甲戌(1094)八月盡丙子(1096)凡二年有奇　哲宗紹聖元年至三年
- 卷085 宋紀八十五 起丁丑(1097)盡戊寅(1098)凡二年　哲宗紹聖四年　元符元年
- 卷086 宋紀八十六 起己卯(1099)盡庚辰(1100)凡二年　哲宗元符二年至三年
- 卷087 宋紀八十七 起辛巳(1101)盡壬午(1102)閏六月凡一年有奇　徽宗建國靖中元年　崇寧元年
- 卷088 宋紀八十八 起壬午(1102)七月盡甲申(1104)四月凡一年有奇　徽宗崇寧元年至三年
- 卷089 宋紀八十九 起甲申(1104)五月盡丙戌(1106)凡二年　徽宗崇寧三年至五年
- 卷090 宋紀九十 起丁亥(1107)盡庚寅(1110)凡四年　徽宗大觀元年至四年
- 卷091 宋紀九十一 起辛卯(1111)盡甲午(1114)凡四年　徽宗政和元年至四年
- 卷092 宋紀九十二 起乙未(1115)盡丁酉(1117)凡三年　徽宗政和五年至七年
- 卷093 宋紀九十三 起戊戌(1118)盡庚子(1120)凡三年　徽宗重和元年　宣和元年至二年
- 卷094 宋紀九十四 起辛丑(1121)盡癸卯(1123)三月凡二年有奇　徽宗宣和三年至五年
- 卷095 宋紀九十五 起癸卯(1123)四月盡乙巳(1125)凡二年有奇　徽宗宣和五年至七年
- 卷096 宋紀九十六 起丙午(1126)正月盡六月不足一年　欽宗靖康元年
- 卷097 宋紀九十七 起丙午(1126)七月盡丁未(1127)四月不足一年　欽宗靖康元年至二年
- 卷098 宋紀九十止 起丁未(1127)五月盡六月不足一年　高宗建炎元年
- 卷099 宋紀九十九 起丁未(1127)七月盡八月不足一年　高宗建炎元年
- 卷100 宋紀一百 起丁未(1127)九月盡十二月不足一年　高宗建炎元年
- 卷101 宋紀一百一 起戊申(1128)正月盡五月不足一年　高宗建炎二年
- 卷102 宋紀一百二 起戊申(1128)六月盡十二月不足一年　高宗建炎二年
- 卷103 宋紀一百三 起己酉(1129)正月盡二月不足一年　高宗建炎三年
- 卷104 宋紀一百四 己酉(1129)三月不足一年　高宗建炎三年
- 卷105 宋紀一百五 起己酉(1129)四月盡八月不足一年　高宗建炎三年
- 卷106 宋紀一百六 起己酉(1129)閏八月盡十二月不足一年　高宗建炎三年
- 卷107 宋紀一百七 起庚戌(1130)正月盡六月不足一年　高宗建炎四年
- 卷108 宋紀一百八 起庚戌(1130)七月盡十二月不足一年　高宗建炎四年
- 卷109 宋紀一百九 起辛亥(1131)正月盡九月不足一年　高宗紹興元年
- 卷110 宋紀一百一十 起辛亥(1131)十月盡壬子(1132)四月不足一年　高宗紹興元年至二年
- 卷111 宋紀一百一十一 起壬子(1132)五月盡十二月不足一年　高宗紹興二年
- 卷112 宋紀一百一十二 起癸丑(1033)正月盡九月不足一年　高宗紹興三年
- 卷113 宋紀一百一十三 起癸丑(1033)十月盡甲寅(1134)六月不足一年　高宗紹興三年至四年
- 卷114 宋紀一百一十四 起甲寅(1134)七月盡十二月不足一年　高宗紹興四年
- 卷115 宋紀一百一十五 起乙卯(1135)正月盡六月不足一年　高宗紹興五年
- 卷116 宋紀一百一十六 起乙卯(1135)七月盡丙辰(1136)五月不足一年　高宗紹興五年至六年
- 卷117 宋紀一百一十七 起丙辰(1136)六月盡十二月不足一年　高宗紹興六年
- 卷118 宋紀一百一十八 起丁巳(1137)正月盡七月不足一年　高宗紹興七年
- 卷119 宋紀一百一十九 起丁巳(1137)八月盡十二月不足一年　高宗紹興七年
- 卷120 宋紀一百二十 起戊午(1138)正月盡九月不足一年　高宗紹興八年
- 卷121 宋紀一百二十一 起戊午(1138)十月盡己未(1139)五月不足一年　高宗紹興八年至九年
- 卷122 宋紀一百二十二 起己未(1139)九月盡庚申(1140)四月不足一年　高宗紹興九年至十年
- 卷123 宋紀一百二十三 起庚申(1140)五月盡十二月不足一年　高宗紹興十年
- 卷124 宋紀一百二十四 起辛酉(1141)一年　高宗紹興十一年
- 卷125 宋紀一百二十五 起壬戌(1142)一年　高宗紹興十二年
- 卷126 宋紀一百二十六 起癸亥(1143)盡甲子(1144)凡二年　高宗紹興十三年至十四年
- 卷127 宋紀一百二十七 起乙丑(1145)盡丁卯(1147)凡三年　高宗紹興十五至十七年
- 卷128 宋紀一百二十八 起戊辰(1148)盡庚午(1150)三月凡二年有奇　高宗紹興十八年至二十年
- 卷129 宋紀一百二十九 起庚午(1150)四月盡壬申(1152)凡二年有奇　高宗紹興二十年至二十二年
- 卷130 宋紀一百三十 起癸酉(1153)盡乙亥(1155)凡三年　高宗紹興二十三年至二十五年
- 卷131 宋紀一百三十一 起丙子(1156)盡丁丑(1157)凡二年　高宗紹興二十六年至二十七年
- 卷132 宋紀一百三十二 起戊寅(1158)盡己卯(1159)六月凡一年有奇　高宗紹興二十八年至二十九年
- 卷133 宋紀一百三十三 起己卯(1159)七月盡庚辰(1160)凡二年　高宗紹興二十九年至三十年
- 卷134 宋紀一百三十四 起辛巳(1161)正月盡九月不足一年　高宗紹興三十一年
- 卷135 宋紀一百三十五 起辛巳(1161)十月盡十二月不足一年　高宗紹興三十一年
- 卷136 宋紀一百三十六 起壬午(1162)正月盡三月不足一年　高宗紹興三十二年
- 卷137 宋紀一百三十七 起壬午(1162)四月盡十二月不足一年　高宗紹興三十二年
- 卷138 宋紀一百三十八 起癸未(1163)盡甲申(1164)九月凡一年有奇　孝宗隆興元年至二年
- 卷139 宋紀一百三十九 起甲申(1164)十月盡丙戌(1166)凡二年有奇　孝宗隆興二年　乾道元年至二年
- 卷140 宋紀一百四十 起丁亥(1167)盡戊子(1168)凡二年　孝宗乾道三年至四年
- 卷141 宋紀一百四十一 起己丑(1169)盡庚寅(1170)七月凡一年有奇　孝宗乾道五年至六年
- 卷142 宋紀一百四十二 起庚寅(1170)八月盡辛卯(1171)凡一年有奇　孝宗乾道六年至七年
- 卷143 宋紀一百四十三 起壬辰(1172)盡癸巳(1173)凡二年　孝宗乾道八年至九年
- 卷144 宋紀一百四十四 起甲午(1174)盡乙未(1175)凡二年　孝宗淳熙元年至二年
- 卷145 宋紀一百四十五 起丙申(1176)盡丁酉(1177)九月凡一年有奇　孝宗淳熙三年至四年
- 卷146 宋紀一百四十六 起丁酉(1177)十月盡己亥(1179)四月凡一年有奇　孝宗淳熙四年至六年
- 卷147 宋紀一百四十七 起己亥(1179)五月盡庚子(1180)凡一年有奇　孝宗淳熙六年至七年
- 卷148 宋紀一百四十八 起辛丑(1181)盡癸卯(1183)六月凡二年有奇　孝宗淳熙八年至十年
- 卷149 宋紀一百四十九 起癸卯(1183)七月盡甲辰(1184)凡一年有奇　孝宗淳熙十年至十一年
- 卷150 宋紀一百五十 起乙巳(1185)盡丙午(1186)凡二年　孝宗淳熙十二年至十三年
- 卷151 宋紀一百五十一 起丁未(1187)盡己酉(1189)凡三年　孝宗淳熙十四年至十六年
- 卷152 宋紀一百五十二 起庚戌(1190)盡壬子(1192)凡三年　光宗紹熙元年至三年
- 卷153 宋紀一百五十三 起癸丑(1193)盡甲寅(1194)凡二年　光宗紹熙四年至五年
- 卷154 宋紀一百五十四 起乙卯(1195)盡丁巳(1197)凡三年　寧宗慶元元年至三年
- 卷155 宋紀一百五十五 起戊午(1198)盡庚申(1200)凡三年　寧宗慶元四年至六年
- 卷156 宋紀一百五十六 起辛酉(1201)盡甲子(1204)三月凡三年有奇　寧宗嘉泰元年至四年
- 卷157 宋紀一百五十七 起甲子(1204)四月盡丙寅(1206)凡二年有奇　寧宗嘉泰四年　開禧元年至二年
- 卷158 宋紀一百五十八 起丁卯(1207)盡己巳(1209)凡三年　寧宗開禧三年　嘉定元年至二年
- 卷159 宋紀一百五十九 起庚午(1210)盡癸酉(1213)八月凡三年有奇　寧宗嘉定三年至六年
- 卷160 宋紀一百六十 起癸酉(1213)九月盡丁丑(1217)六月凡三年有奇　寧宗嘉定六年至十年
- 卷161 宋紀一百六十一 起丁丑(1217)七月盡辛巳(1221)三月凡三年有奇　寧宗嘉定十年至十四年
- 卷162 宋紀一百六十二 起辛巳(1221)四月盡甲申(1124)凡三年有奇　寧宗嘉定十四年至十七年
- 卷163 宋紀一百六十三 起乙酉(1225)盡丙戌(1226)凡二年　理宗寶慶元年至二年
- 卷164 宋紀一百六十四 起丁亥(1227)盡己丑(1229)九月凡二年有奇　理宗寶慶三年　紹定元年至二年
- 卷165 宋紀一百六十五 起己丑(1229)十月盡辛卯(1231)凡二年有奇　理宗紹定二年至四年
- 卷166 宋紀一百六十六 起壬辰(1232)盡癸巳(1233)三月凡一年有奇　理宗紹定五年至六年
- 卷167 宋紀一百六十七 起癸巳(1233)四月盡甲午(1234)凡一年有奇　理宗紹定六年　端平元年
- 卷168 宋紀一百六十八 起乙未(1235)盡丙申(1236)凡二年　理宗端平二年至三年
- 卷169 宋紀一百六十九 起丁酉(1237)盡己亥(1239)凡三年　理宗嘉熙元年至三年
- 卷170 宋紀一百七十 起庚子(1240)盡癸卯(1243)八月凡三年有奇　理宗嘉熙四年　淳祐元年至三年
- 卷171 宋紀一百七十一 起癸卯(1243)九月盡丙午(1246)六月凡二年有奇　理宗淳祐三年至六年
- 卷172 宋紀一百七十二 起丙午(1246)七月盡己酉(1249)凡三年有奇　理宗淳祐六年至九年
- 卷173 宋紀一百七十三 起庚戌(1250)盡壬子(1252)凡三年　理宗淳祐十年至十二年
- 卷174 宋紀一百七十四 起癸丑(1253)盡丙辰(1256)七月凡三年有奇　理宗寶祐元年至四年
- 卷175 宋紀一百七十五 起丙辰(1256)八月盡己未(1259)凡三年有奇　理宗寶祐四年至六年　開慶元年
- 卷176 宋紀一百七十六 起庚申(1260)盡壬戌(1262)六月凡二年有奇　理宗景定元年至三年
- 卷177 宋紀一百七十七 起壬戌(1262)七月盡甲子(1264)凡二年有奇　理宗景定三年至五年
- 卷178 宋紀一百七十八 起乙丑(1265)盡戊辰(1268)九月凡三年有奇　度宗咸淳元年至四年
- 卷179 宋紀一百七十九 起戊辰(1268)十月盡壬申(1272)七月凡四年有奇　度宗咸淳四年至八年
- 卷180 宋紀一百八十 起壬申(1272)八月盡甲戌(1274)凡二年有奇　度宗咸淳八年至十年
- 卷181 宋紀一百八十一 起乙亥(1275)正月盡七月不足一年　帝㬎德祐元年
- 卷182 宋紀一百八十二 起乙亥(1275)八月盡丙子(1276)閏三月不足一年　帝㬎德祐元年至二年

- 卷183 元紀一 起丙子(1276)四月盡戊寅(1278)四月凡二年有奇　世祖至元十三年至十五年
- 卷184 元紀二 起戊寅(1278)五月盡己卯(1279)凡一年有奇　世祖至元十五年至十六年
- 卷185 元紀三 起庚辰(1280)盡壬午(1282)六月凡二年有奇　世祖至元十七年至十九年
- 卷186 元紀四 起壬午(1282)七月盡甲申(1284)凡二年有奇　世祖至元十九年至二十一年
- 卷187 元紀五 起乙酉(1285)盡丙戌(1286)凡二年　世祖至元二十二年至二十三年
- 卷188 元紀六 起丁亥(1287)盡戊子(1288)凡二年　世祖至元二十四年至二十五年
- 卷189 元紀七 起己丑(1289)盡辛卯(1291)三月凡二年有奇　世祖至元二十六年至二十八年
- 卷190 元紀八 起辛卯(1291)四月盡壬辰(1292)凡一年有奇　世祖至元二十八年至二十九年
- 卷191 元紀九 起癸巳(1293)盡甲午(1294)凡二年　世祖至元三十年至三十一年
- 卷192 元紀十 起乙未(1295)盡丁酉(1297)六月凡二年有奇　成宗元貞元年至二年　大德元年
- 卷193 元紀十一 起丁酉(1297)七月盡庚子(1300)凡三年有奇　成宗大德元年至四年
- 卷194 元紀十二 起辛丑(1301)盡癸卯(1303)凡三年　成宗大德五年至七年
- 卷195 元紀十三 起甲辰(1304)盡丁未(1307)凡四年　成宗大德八年至十一年
- 卷196 元紀十四 起戊申(1308)盡己酉(1309)凡二年　武宗至大元年至二年
- 卷197 元紀十五 起庚戌(1310)盡辛亥(1311)凡二年　武宗至大三年至四年
- 卷198 元紀十六 起壬子(1312)盡乙卯(1315)三月凡三年有奇　仁宗皇慶元年至二年　延祐元年至二年
- 卷199 元紀十七 起乙卯(1315)四月盡戊午(1318)凡三年有奇　仁宗延祐二年至五年
- 卷200 元紀十八 起己未(1319)四月盡庚申(1320)凡二年　仁宗延祐六年至七年
- 卷201 元紀十九 起辛酉(1321)盡癸亥(1323)凡三年　英宗至治元年至三年
- 卷202 元紀二十 起甲子(1324)盡乙丑(1325)八月凡一年有奇　泰定帝泰定元年至二年
- 卷203 元紀二十一 起乙丑(1325)九月盡丁卯(1327)凡二年有奇　泰定帝泰定二年至四年
- 卷204 元紀二十二 戊辰(1328)一年　文宗天曆元年
- 卷205 元紀二十三 己巳(1329)一年　文宗天曆二年
- 卷206 元紀二十四 起庚午(1330)盡壬申(1332)凡三年　文宗至順元年至三年
- 卷207 元紀二十五 起癸酉(1333)盡戊寅(1338)凡六年　惠宗元統元年至二年　至元元年至四年
- 卷208 元紀二十六 起己卯(1339)盡乙酉(1345)凡七年　惠宗至元五年至六年　至正元年至五年
- 卷209 元紀二十七 起丙戌(1346)盡庚寅(1350)凡五年　惠宗至正六年至十年
- 卷210 元紀二十八 起辛卯(1351)盡壬辰(1352)六月凡一年有奇　惠宗至正十一年至十二年
- 卷211 元紀二十九 起壬辰(1352)七月盡癸巳(1353)盡凡一年有奇　惠宗至正十二年至十三年
- 卷212 元紀三十 起甲午(1354)盡乙未(1355)凡二年　惠宗至正十四年至十五年
- 卷213 元紀三十一 起丙申(1356)盡丁酉(1357)六月凡一年有奇　惠宗至正十六年至十七年
- 卷214 元紀三十二 起丁酉(1357)七月盡戊戌(1358)凡一年有奇　惠宗至正十七年至十八年
- 卷215 元紀三十三 起己亥(1359)盡庚子(1360)六月凡一年有奇　惠宗至正十九年至二十年
- 卷216 元紀三十四 起庚子(1360)七月盡壬寅子(1362)凡二年有奇　惠宗至正二十年至二十二年
- 卷217 元紀三十五 起癸卯(1363)盡甲辰(1364)三月凡一年有奇　惠宗至正二十三年至二十四年
- 卷218 元紀三十六 起甲辰(1364)四月盡乙辰(1365)凡一年有奇　惠宗至正二十四年至二十五年
- 卷219 元紀三十七 起丙午(1366)盡丁未(1367)六月凡一年有奇　惠宗至正二十六年至二十七年
- 卷220 元紀三十八 起丁未(1367)七月盡戊申(1368)七月凡一年有奇　惠宗至正二十七年至二十八年

## 外部連結
- 《續資治通鑑》清刊本 （页面存档备份，存于）